# Acide L-aminé aromatique décarboxylase
L'acide L-aminé aromatique décarboxylase est une lyase, également appelée DOPA décarboxylase, tryptophane décarboxylase, 5-hydroxytryptophane décarboxylase - ou encore AADC ou AAAD (de l'anglais Aromatic L-amino acid decarboxylase), qui catalyse plusieurs réactions de décarboxylation :
L-DOPA  {\displaystyle \rightleftharpoons }  dopamine + CO2
5-hydroxy-L-tryptophane  {\displaystyle \rightleftharpoons }  sérotonine + CO2
Tryptophane  {\displaystyle \rightleftharpoons }  tryptamine + CO2
Elle agit également sur d'autres acides L-aminés aromatiques. Le phosphate de pyridoxal, forme active de la vitamine B6, intervient comme cofacteur.